# Austrolepidopa
Austrolepidopa is een geslacht van kreeftachtigen uit de klasse van de Malacostraca (hogere kreeftachtigen).

## Soorten
- Austrolepidopa caledonia Boyko & Harvey, 1999
- Austrolepidopa schmitti Efford & Haig, 1968
- Austrolepidopa trigonops Efford & Haig, 1968